# Алиярбеков, Тарлан Абдулла оглы
Тарлан Абдулла оглы Алиярбеков (Алярбеков) (азерб. Tərlan Abdulla oğlu Əliyarbəyov; 1892, Шемаха — 1956, Баку) — советский военачальник, генерал-майор, участник трёх войн — Первой мировой, Гражданской и Великой Отечественной. Был награждён орденом Красного Знамени, орденами Ленина и Красной Звезды, медалями.

## Биография

### Ранние годы. Учёба. Первая мировая война
Тарлан Абдулла оглы Алиярбеков родился 28 ноября 1892 года в городе Шемаха Шемахинского уезда Бакинской губернии Российской империи. Как рассказывал сам Алиярбеков, в 1908 году он окончил шестилетнюю городскую школу в Шемахе, после чего уехал во Владикавказ чтобы поступить в кадетский корпус. Однако, скоропостижная кончина его отца Абдуллы помешала поступлению Тарлана в это учебное заведение. Только в 1910 году Алиярбеков поступил в Михайловское военное училище в Тифлисе.
В 1914 году Алиярбеков окончил Тифлисское военное училище по 1-му разряду. В годы Первой мировой войны подпоручик Алиярбеков начал службу в составе Шемахинского 205-го пехотного полка на Германском фронте, впоследствии командовал ротой и батальоном полка, участвовал в сражениях на этом фронте. Вскоре Алиярбеков получает звание штабс-капитана. В мае 1916 года был награждён орденом Святого Станислава III степени с мечами и бантом и орденом Святой Анны IV степени с надписью «За храбрость».
Летом 1916 года Тарлан Алиярбеков получил серьёзное ранение, которое для него уже было четвёртым по счёту. Некоторое время штабс-капитан Алиярбеков находился в брестском госпитале, где проходил лечение. Вскоре Алиярбеков отбыл в Баку.

### В Азербайджанской армии
19 декабря 1918 года капитан Т. Алиярбеков был принят на службу в войска Азербайджанской Республики и направлен во 2-й пехотный Бакинский полк. 7 марта 1919 года приказом военного министра генерала от артиллерии Самедбека Мехмандарова капитан 2-го пехотного Бакинского полка Алиярбеков был назначен исполняющим должность помощника Бакинского уездного воинского начальника.
Будучи на этой должности, Алиярбеков руководил организацией по делу военного призыва населения Баку и его окрестных районов в ряды азербайджанской армии. 24 ноября приказом правительства Азербайджанской Республики помощник Бакинского уездного воинского начальника капитан Алиярбеков Тарлан бек за отличие по службе был произведён в подполковники. Согласно Адрес-календарю Азербайджанской Республики по состоянию на 1920 год — подполковник, Бакинский воинский начальник.

### В РККА

#### На службе Советского Азербайджана
После установления Советской власти в 1920 году вступил в ряды РККА. В 1922 году служил в штабе Народного комиссариата по военно-морским делам Азербайджанской ССР. В период с 1920 по 1922 год под руководством Алиярбекова были ликвидированы несколько преступных банд в Шуше, на территории Кюрдамира и села Каракоюнлу.
В приказе № 525 по народному комиссариату по военно-морским делам АССР Народный комиссар по военно-морским делам Алигейдар Караев и исполняющий обязанности начальника штаба Юсиф бек Магрубов отмечали:
Начальник штаба во вверенном мне комиссариате товарищ Тарлан бек Алиярбеков с первых дней установления советской власти в Азербайджане занимал ответственные посты, добросовестно выполнял возложенные на него обязанности, отличался верностью пролетарской власти. Он продемонстрировал полное знание военного дела и затратил много сил и внимания организации в Азербайджанской ССР окружных военных комиссариатов. В 1920 году в Баку и в 1921 году во всей республике на высоком уровне провёл мобилизационную работу. После упразднения штаба НКВМД и назначения товарища Тарлан бека Алиярбекова на должность заместителя военного комиссара Азербайджанской ССР выражаю уверенность, что благодаря его знаниям и преданности советской власти мобилизационная работа в Азербайджане всегда будет находиться на высоком уровне. От имени руководства объявляю благодарность Тарлан беку Алиярбекову за большой труд и энергию, затраченные на создание молодого советского Азербайджана во время совместной почти трёхлетней работы в военном ведомстве, и приказываю внести благодарность в личную служебную книжку.
В период с 1923 по 1929 год был помощником военного комиссара Азербайджанской ССР и начальником Азербайджанского территориального управления. С 1925 по 1931 год был кандидатом в члены Центрального исполнительного комитета Азербайджанской ССР. В 1920-х годах Алярбеков был одним из организаторов уездных военных комиссариатов.

#### Преподавательская деятельность
В 1927 году Алиярбеков окончил Высшие командные курсы при Академии имени М. В. Фрунзе. В период с 1930 по 1938 год работал в различных военных школах Закавказья, преподавал военные знания в вузах Азербайджанской ССР, готовил кадры для национальных военных формирований. Алиярбеков, помимо Мехмандарова и Шихлинского, также сыграл большую роль в формировании национальных воинских частей и в подготовке военных специалистов из числа азербайджанцев. Так, в 1932 году Алиярбеков был преподавателем по военной подготовке в Азербайджанском нефтяном институте. В тот год командир Азербайджанской горнострелковой дивизии комдив Гамбай Везиров писал:
Выражаю благодарность талантливому командиру Тарлан беку Алиярбекову за достигнутые студентами практические результаты в стрельбе. Из 88 студентов 87 успешно сдали экзамены на звание младшего командира. Из них 22 удостоились звания заместитель командира взвода, а пятеро — старшины. Хорошо подготовленные Тарлан беком Алиярбековым на учебных стрельбах и практических занятиях студенты-офицеры зачислены в ряды третьего стрелкового полка. Необходимо подчеркнуть, что Тарлан бек Алиярбеков всегда активно участвует в практических занятиях дивизии и отдельных воинских частей. Т. Алиярбеков в военной сфере отличается как дисциплинированный, способный и образцовый командир.
В 1934 году откомандированный из Закавказского военного округа для проверки состояния дел с преподаванием военных дисциплин в высших учебных заведениях Азербайджанской ССР полковник Служаков дал руководителю курсов в Азербайджанском сельскохозяйственном институте Тарлану Алиярбекову следующую характеристику: «Очень ценный руководитель для высшей школы. Хороший организатор. Обладает способностью ясно и чётко излагать свои мысли на русском и азербайджанском языках. Т. Алиярбеков является талантливым специалистом именно для высших учебных заведений».

#### Великая Отечественная война
В 1941 году Тарлан Алиярбеков окончил Военную академию имени М. В. Фрунзе. В это время он служил исполняющим обязанности начальника учебного отдела Телавского стрелково-миномётного училища.
2 июня 1942 года был назначен заместителем командира, а с 1 октября того же года командиром 416-й стрелковой дивизии (15.10.1942 — 19.11.1942.). Указом Президиума Верховного Совета СССР от 8 февраля 1943 года командир 79-го стрелкового запасного полка полковник Тарлан Алиярбеков за образцовое выполнение боевых заданий Командования на фронте борьбы с немецкими захватчиками и проявленные при этом доблесть и мужество был награждён орденом Красной Звезды. 9 февраля 1944 года Алиярбекову было присвоено звание генерал-майора. С 26 апреля 1944 по 13 марта 1945 года командир 402-й стрелковой дивизии. Затем заместитель командира 58-го стрелкового корпуса 4-й армии Закавказского фронта.
Указом ПВС СССР от 3 ноября 1944 года генерал-майор Алиярбеков награждён орденом Красного Знамени. Указом ПВС СССР от 30 апреля 1945 года генерал-майор Алиярбеков за долголетнюю и безупречную службу в Красной Армии был награждён орденом Ленина. Также был награждён медалями «За оборону Кавказа» (1 мая 1944) и «За победу над Германией в Великой Отечественной войне 1941—1945 гг.» (9 мая 1945).
- Страницы приказа о награждении полковника Тарлана Алиярбекова Орденом Красной Звезды

- Страницы указа о награждении генерал-майора Тарлана Алиярбекова Орденом Ленина

### Послевоенные годы
В период с 1946 по 1949 год Тарлан Алиярбеков занимал пост заместителя министра просвещения Азербайджанской ССР по делам обороны. В 1948 году вышел в отставку. Был депутатом Верховного Совета Азербайджанской ССР 2-го созыва.
Скончался Тарлан Алиярбеков 15 февраля 1956 года в Баку.

## Семья
Тарлан Алиярбеков был женат на Лятифе-ханым Алиярбековой. У пары было двое сыновей. У его сына Надира Алиярбекова также родился сын, которого в честь деда назвали Тарлан. Внук генерала Тарлан Алиярбеков в 1991 году окончил Бакинское высшее общевойсковое командное училище имени Верховного Совета Азербайджанской ССР, стал офицером.

## Память
Имя Тарлана Алиярбекова носит одна из улиц в центре Баку (бывшая Милютинская и Мясникова) и в его родной Шемахе.
В Историко-краеведческом музее города Шемаха существует отдельная витрина, посвящённая Тарлану Алиярбекову, на которой выставлены документы, награды, личные вещи, военная форма генерала.
На Азербайджанском телевидении вышел документальный фильм, посвящённый Тарлану Алиярбекову.